# Ocotea splendens
Ocotea splendens là loài thực vật có hoa trong họ Nguyệt quế. Loài này được (Meisn.) Baill. miêu tả khoa học đầu tiên năm 1870.